# 藤枝市郷土博物館・文学館
藤枝市郷土博物館・文学館（ふじえだしきょうどはくぶつかん・ぶんがくかん）は、静岡県藤枝市が運営する博物館。市の歴史・文化を紹介する歴史系博物館と、小川国夫など藤枝ゆかりの文人・作家について紹介する文学館が併設されている。

## 概要
藤枝市中心部にある自然豊かな公園「蓮華寺池公園」敷地内にある。煉瓦仕様の赤茶色の外壁の建物で、郷土博物館の常設展示室を中心として、特別展示室と文学館の展示室が取り囲むように配置されている。

### 郷土博物館

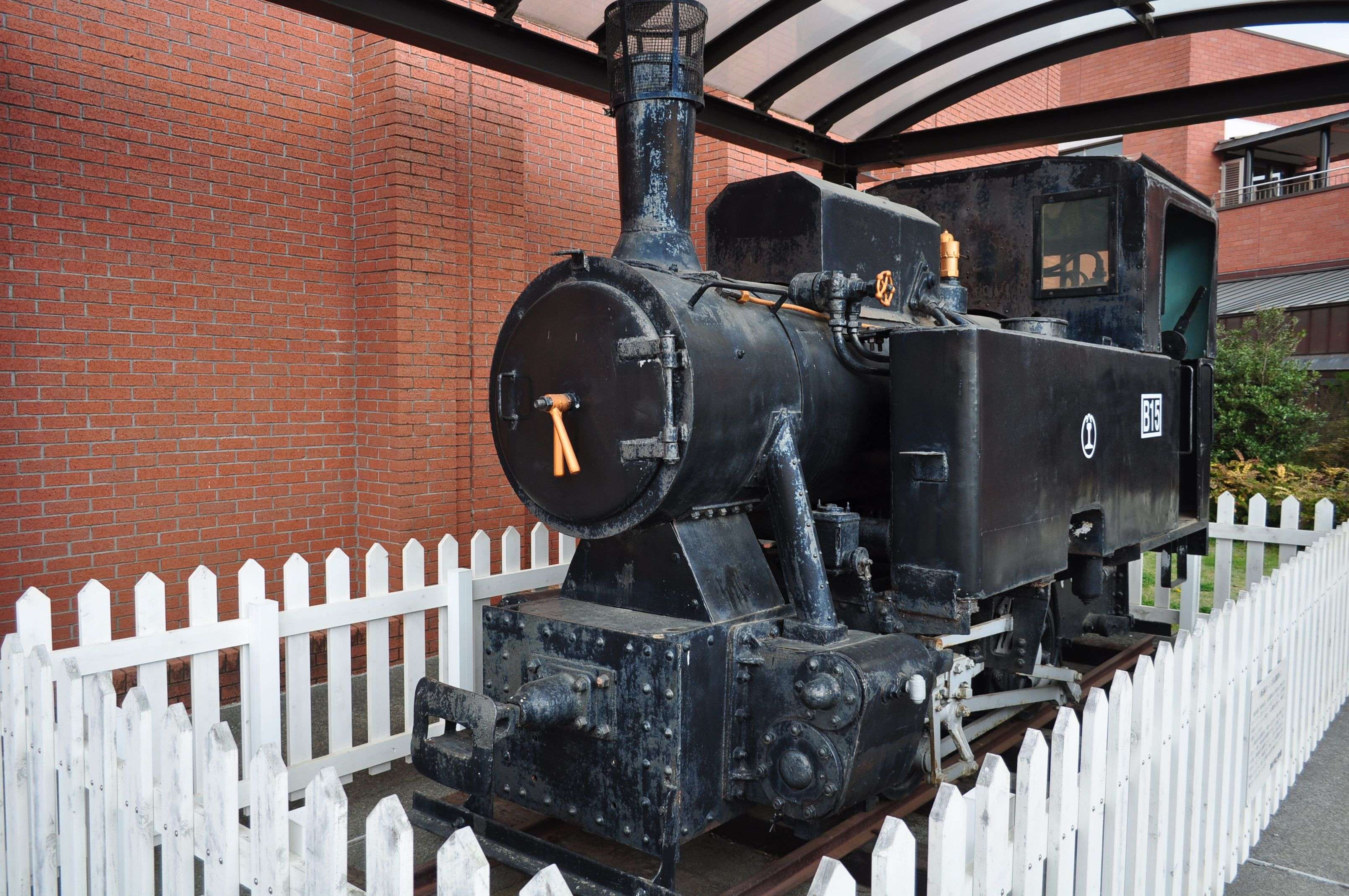
屋外展示の蒸気機関車

原始・古代・中近世・近現代のスペースに分かれ、市内の遺跡からの出土品や、歴史的な資料（古文書など）を展示して、藤枝市の歴史を通史的に学習できるようになっている。定期的にあるテーマに基づいた企画展を開催し、特別展示室で展示する。志太郡衙跡や、今川家・武田家・徳川家康ゆかりの田中城、近世の東海道、かつて市内を走っていた軽便鉄道などについても展示している。この軽便鉄道（静岡鉄道駿遠線）で使用された蒸気機関車（静岡鉄道B15形蒸気機関車）が、屋外に保存展示されている。

### 文学館
藤枝市ゆかりの作家である小川国夫や藤枝静男、俳人村越化石、画家加藤まさをらについて、関係資料や寄贈図書・著作物を展示する。映像コーナーは小川国夫の「書斎」をイメージした作りになっている。

## アクセス
- しずてつジャストライン84中部国道線・葉梨線「蓮華寺池公園入口」停留所から徒歩約17分。（JR東海道線藤枝駅から新静岡／岡部営業所南（／西方／西北小学校）行バスで約10分。）
- 藤枝市自主運行 バス停型乗合タクシー五十海市立病院線「蓮華寺池公園前」停留所から徒歩約16分。（なお、利用の際には電話またはファックスでの事前予約が必要。また、平日のみ運行。土日祝と年末年始は運休。）

## 料金
- 大人：（個人）200円・（団体）160円
- 中学生以下：無料